# Vier edle Wahrheiten
Die vier edlen Wahrheiten oder vier Wahrheiten des geistig Edlen (skr.: चत्वारि आर्यसत्यानि, catvāri āryasatyāni, pi.: cattāri ariyasaccāni) bilden die Grundlage der buddhistischen Lehre. Sie sind der Kern von Siddhartha Gautamas erster Lehrrede (Sutta) in Sarnath, die als „Rede vom Ingangsetzen des Rads der Lehre“ überliefert ist. Die vier edlen Wahrheiten werden an zahlreichen Stellen der buddhistischen kanonischen Schriften erwähnt.

„Es ist durch Nichtverwirklichen, durch Nichtdurchdringen der vier edlen Wahrheiten, daß dieser lange Kurs von Geburt und Tod weiter getragen und durchlebt von mir, wie auch von Euch, wurde. Was sind diese vier?
1. Da ist die edle Wahrheit über das Leiden;
2. die edle Wahrheit über die Ursache des Leidens;
3. die edle Wahrheit über die  Beendigung des Leidens;
4. und die edle Wahrheit über den Pfad der Ausübung, der zur Beendigung des Leidens führt.

Aber nun, so diese verwirklicht und durchdrungen wurden, das Verlangen nach Existenz abgeschnitten ist, zerstört das, was zu neuerlichem Werden führt, da ist kein frisches Werden mehr.“

## Erste edle Wahrheit(dukkha)
„Das Leben im Daseinskreislauf ist leidvoll: Geburt ist Leiden, Altern ist Leiden, Krankheit ist Leiden, Tod ist Leiden; Kummer, Lamentieren, Schmerz und Verzweiflung sind Leiden. Gesellschaft mit dem Ungeliebten ist Leiden, das Gewünschte nicht zu bekommen ist Leiden. Kurz, die fünf Anhaftungen sind Leiden.“

Dukkha wird meist mit „Leiden“ übersetzt. Da der Begriff „Dukkha“ jedoch nicht genau mit dem deutschen Begriff „Leid(en)“ gleichzusetzen ist, werden in der deutschsprachigen Literatur zusätzliche Begriffe wie „unbefriedigend“, „unvollkommen“ und „ungenügend“ verwendet. Mit ihm verbindet sich auch die grundlegende Unbeständigkeit, Unzulänglichkeit, Nicht-Selbsthaftigkeit aller zusammengesetzten Phänomene (sankhara).

## Zweite edle Wahrheit(samudaya)
Die zweite edle Wahrheit untersucht den Ursprung des Leidens (Dukkha). Sie identifiziert Tanha (Sanskrit: trishna; "Durst", "Verlangen") als unmittelbare Ursache:

„Und dieses ist die edle Wahrheit vom Ursprung des Leidens: das Verlangen, welches zu weiterem Werden treibt, begleitet von Begierde und Erfreuen, genießend hier und dort – das Verlangen nach Sinnesvergnügen, Verlangen nach Werden, Verlangen nach Nicht-Werden.“

Tanha äußert sich in drei grundlegenden Formen:
1. Kama-tanha – Verlangen nach Sinneserfahrungen durch die sechs Sinnesgrundlagen (die fünf physischen Sinne sowie der Geist als sechster Sinn)
2. Bhava-tanha – Verlangen nach Existenz und Werden, das sich als Streben nach Fortdauer des Selbst manifestiert
3. Vibhava-tanha – Verlangen nach Nicht-Existenz

Dabei umfasst Tanha sowohl offensichtliches Begehren (Sinnesfreuden) als auch subtiles Anhaften an Konzepten und Glaubensvorstellungen (dhamma-tanha).
Im Kontext des Bedingten Entstehens (paticca-samuppada) wird Avijja (Sanskrit: avidya) – das Nichtwissen über die wahre Natur der Wirklichkeit – als fundamentale Ursache identifiziert:

„Und was ist Unwissenheit? Nicht über Dukkha wissen, nicht über den Ursprung von Dukkha wissen, nicht über die Beendigung von Dukkha wissen, nicht über den Weg, der zur Beendigung von Dukkha führt, wissen – dies wird Unwissenheit genannt.“

Dieses Nichtwissen manifestiert sich dreifach:
1. Unkenntnis der Vier Edle Wahrheiten
2. Nichtwahrnehmung der Drei Daseinsmerkmale (tilakkhana): Anicca (die fundamentale Unbeständigkeit aller bedingten Phänomene), Dukkha (die daraus folgende grundlegende Unbefriedigendheit), Anatta (die Abwesenheit eines unveränderlichen Selbst)
3. Falsche Identifikation mit den Fünf Daseinsgruppen (Skandhas): Rupa (materielle Form und Körperlichkeit), Vedana (Gefühlsempfindungen wie angenehm oder unangenehm), Sanna (Wahrnehmung und Wiedererkennung), Sankhara (Geistesformationen und Willensregungen), Vinnana (unterscheidendes Bewusstsein)

Die zweite edle Wahrheit ist keine theoretische Erklärung, sondern eine praktische Diagnose: Sie zeigt, dass durch die Entwicklung von Weisheit (pañña) das Nichtwissen durchschaut werden kann. Zentral ist dabei das Erkennen, dass die Identifikation eines vermeintlich permanenten Selbst mit den vergänglichen khandhas eine fundamentale Täuschung ist. Diese Einsicht führt zur dritten edlen Wahrheit – der Möglichkeit der Befreiung von dukkha.

## Dritte edle Wahrheit(nirodha)
„Durch das Erlöschen (nirodha) der Ursachen erlischt das Leiden: Das restlose Vergehen bzw. Enden, Abkehren, Abtreten, Aufgeben und Loslassen genau dieses Verlangens (tanha).“

Die dritte edle Wahrheit beschreibt die Aufhebung von Leiden und stellt die bedingte Kette in umgekehrter Richtung und Ausrichtung zur Befreiung und damit Nirvana dar.

## Vierte edle Wahrheit(magga)
„Und dieses ist die edle Wahrheit über den Pfad der Ausübung, der zur Beendigung von Leiden führt: genau dieser edle achtfache Pfad, rechte Ansicht, rechte Entschlossenheit, rechte Sprache, rechte Handlung, rechtes Leben, rechte Anstrengung, rechte Achtsamkeit, rechte Meditation.“

Die vierte edle Wahrheit beschreibt den Weg der Ausübung, der zu Befreiung führt. Die Glieder werden zumeist mit den Begriffen sīla (Tugend), samādhi (Konzentration) und paññā (Weisheit) umschrieben und als Abschnitte der buddhistischen Praxis bezeichnet.
Während die ersten drei Wahrheiten stets in dieser Welt vorhandene Wahrheiten sind, ist die vierte edle Wahrheit (der Weg), wie das genaue Aufgliedern der anderen, von einem Buddha (pi.: sammā sambuddha, wahrlich Selbsterwachter) abhängig, einem Menschen, der nicht nur Befreiung für sich selbst realisiert hat, sondern auch in der Lage ist, den Weg darzulegen.

## Wertestellung
Die Hauptströme des heutigen Buddhismus bewerten die vier edlen Wahrheiten unterschiedlich. Im Theravada, der sich auf den frühen Buddhismus bezieht, gelten sie als die wesentliche Zusammenfassung von Buddhas Lehre. Im Mahayana, der „Zweiten Drehung des Rads der Lehre“, treten andere Aspekte in den Vordergrund, wie Leere (skr.: Śūnyatā), Buddha-Natur und Bodhicitta. Im Vajrayana, der „dritten Drehung des Rads der Lehre“, verschiebt sich der Schwerpunkt zu Nur-Geist (skr.: cittamatra) und erweiterten Bewusstseinslehren (skr. vijñānavāda).

### Auslegungen der Bedeutung
Die vier edlen Wahrheiten werden unterschiedlich interpretiert. In der Auslegung der Deutschen Buddhistischen Union (DBU; 2015.) lauten sie:
1. Das Leben im Daseinskreislauf ist letztlich leidvoll.
2. Ursachen des Leidens sind Gier, Hass und Verblendung.
3. Erlöschen die Ursachen, erlischt das Leiden.
4. Zum Erlöschen des Leidens führt der edle achtfache Pfad.

Der Religionswissenschaftler Michael von Brück vergleicht ausführlich buddhistische und christliche Glaubensvorstellungen. Im Gegensatz zum christlichen Verständnis des Leidens sei „nicht das Dasein als solches, sondern die verfehlte Haltung des Menschen zum Dasein dukkha“. Dukkha sei also nicht einfach „Leiden“, sondern „die Frustration daran, dass die eigenen begrifflichen Projektionen nicht stimmen.“